# Oštarije
Oštarije – wieś w Chorwacji, w żupanii karlowackiej, w gminie Josipdol. W 2011 roku liczyła 1444 mieszkańców.